# SMS Zähringen
«Церінген» (нім. SMS Zähringen) — німецький військовий корабель, пре-дредноут типу «Віттельсбах» Імператорських військово-морських сил Німеччини. Перший корабель, названий на честь Церінгенів, старовинний німецький рід зі Швабії.
«Церінген» був закладений 21 листопада 1899 року на верфі компанії Friedrich Krupp Germaniawerft у Кілі. 12 червня 1901 року він був спущений на воду, а 25 жовтня 1902 року увійшов до складу ВМС Німецької імперії. Основним озброєнням лінкора була батарея з чотирьох 240-мм гармат і корабель розвивав максимальну швидкість 18 вузлів (33 км/год).
Корабель служив у складі I ескадри німецького флоту протягом більшої частини своєї кар'єри в мирний час, з 1902 по 1910 роки. Протягом цього періоду він залучався до щорічних інтенсивних навчань і тренувань Флоту відкритого моря, а також здійснював візити ввічливості до зарубіжних країн. Він був виведений з експлуатації у вересні 1910 року, але був відновлений у 1912 році для виконання обов'язків в ролі навчального корабля. В цей період пре-дредноут зіткнувся з міноносцем, що унаслідок морської катастрофи затонув.
Після початку Першої світової війни в серпні 1914 року «Церінген» повернули до активної служби в IV бойовій ескадрі. Лінкор брав участь у бойових діях у Балтійському морі проти російського флоту. У серпні 1915 року лінкор залучався до битви в Ризькій затоці,, але жодного разу не бився з російськими кораблями. Наприкінці 1915 року через неукомплектованість екіпажу та загрозу британських підводних човнів, що діяли на Балтиці, змусили командування Кайзерліхмаріне вивести до резерву старі лінкори, такі як «Церінген».
З 1917 року «Церінген» виконував функції корабля-мішені для підготовки торпедних екіпажів. У середині 1920-х років його було серйозно реконструйовано та обладнано для використання в ролі радіокерованого корабля-мішені. Він служив до 1944 року, коли його потопили в Готенгафені британські бомбардувальники під час Другої світової війни. Німці, що відступали, підняли корабель і перемістили його до гирла гавані, де затопили його, щоб заблокувати порт. У 1949—1950 роках «Церинген» був розібраний на брухт на місці.